# Slovenská ženská fotbalová reprezentace
Slovenská ženská fotbalová reprezentace reprezentuje Slovensko v zápasech v ženském fotbale. Svůj první zápas odehrála dne 21. června 1993 proti Česku. Nejvíce startů má Dominika Škorvánková a nejlepší střelkyně je Patrícia Hmírová.
Nehrála na mistrovství světa ve fotbale žen ani mistrovství Evropy ve fotbale žen.